# 이규원 (아나운서)
이규원(李揆媛, 1965년 1월 23일~)은 대한민국의 전 KBS 아나운서이다. 인간극장의 내레이션을 맡고 있다.
이화여자대학교 교육학과, 이화여져대학교 대학원을 졸업하였다. 1992년 남편 허윤석과 결혼하였다. 언니 이규리도 아나운서로 활동하였었다.

## 학력
- 덕성여자고등학교 졸업
- 이화여자대학교 교육학과 졸업
- 이화여자대학교 대학원 언론정보학과 졸업

## 경력
- 1987년~2024년: KBS 아나운서실 아나운서
- 1988년: 서울 올림픽 공식 앵커
- 1990년: 베이징 아시안게임 공식 앵커
- 2014년~2015년 4월: KBS 아나운서실 아나운서1부장 역임

## 진행 프로그램

### TV
| 연도      | 방송사          | 제목                       | 담당     | 진행 기간                        | 비고                                                     |
| --------- | --------------- | -------------------------- | -------- | -------------------------------- | -------------------------------------------------------- |
| 1988~1992 | KBS 1TV         | KBS 뉴스 9(평일)           | 진행     | 1988년 1월 1일~1992년 4월 4일    |                                                          |
| 1993~1994 | KBS 1TV         | KBS 뉴스 9(평일)           | 진행     | 1993년 10월 18일~1994년 10월 7일 |                                                          |
| 2000      | KBS 1TV         | KBS 뉴스 9(평일)           | 임시진행 | 2000년 4월 17일~4월 21일         | 황현정 前 아나운서의 휴가 또는 출장으로 인하여 임시 진행 |
| 2001      | KBS 1TV         | KBS 뉴스 9(평일)           | 임시진행 | 2001년 6월 28일~7월 6일          | 황현정 前 아나운서의 휴가 또는 출장으로 인하여 임시 진행 |
| 2009      | KBS 1TV         | KBS 뉴스 9(평일)           | 임시진행 | 2009년 7월 22일                  | 조수빈 前 아나운서의 KBS 노조파업으로 인하여 대신 진행   |
| 2011      | KBS 1TV         | KBS 뉴스 9(평일)           | 임시진행 | 2011년 12월 19일~12월 20일       | 조수빈 前 아나운서의 KBS 노조파업으로 인하여 대신 진행   |
| 2005~2006 | KBS 1TV         | KBS 뉴스 12                | 시보자   | 2005년 12월 1일 ~ 2006년 12월    | 낮 12시 시보                                             |
| 1996~1997 | KBS 1TV         | KBS 낮 뉴스                | 진행     | 1996년 10월 14일~1997년 2월 28일 |                                                          |
| 1995~1998 | KBS 2TV         | KBS 뉴스비전               | 진행     | 1994년 10월 10일~1996년 3월 1일  |                                                          |
| 1995~1998 | KBS 2TV         | KBS 뉴스 (1825)            | 진행     | 1995년 9월 4일~1998년 2월 13일   |                                                          |
| 1999~2002 | KBS 1TV         | KBS 뉴스 5                 | 진행     | 1999년 2월~2002년 7월            |                                                          |
| 1998~1999 | KBS 1TV         | KBS 뉴스네트워크           | 첫진행   | 1998년 5월~1999년 10월           |                                                          |
| 2002~2003 | KBS 1TV         | KBS 뉴스네트워크           | 재진행   | 2002년 10월~2003년 6월           |                                                          |
| 2004~2005 | KBS 1TV         | KBS 뉴스광장               | 진행     | 2004년 11월 6일~2005년 11월 26일 | 토요일                                                   |
| 1996~1999 | KBS 1TV         | 6시 내고향                 | 임시진행 |                                  | [ 3 ]                                                    |
| 2004~2006 | KBS 1TV         | 아침마당                   | 임시진행 |                                  | [ 4 ]                                                    |
| 2004      | KBS 2TV         | 인간극장                   | 출연     | 2004년 3월 1일~3월 5일           | 《마이크의 전사들》 (5부작)                              |
| 2016~2024 | KBS 1TV         | 인간극장                   | 내레이션 | 2016년 4월 25일~2024년 1월 9일   | 《푸른 하늘 은하수》 (5부작) ~                           |
| 2010      | KBS 2TV         | 다큐멘터리 3일             | 출연     | 2010년 9월 5일                   | 164회《세상을 여는 목소리 - KBS 아나운서 3일》           |
| 2008~2013 | KBS 1TV         | TV비평 시청자데스크        | 진행     | 2008년 3월 1일~2013년 4월 6일    |                                                          |
| 2009      | KBS 1TV KBS 2TV | 신종플루 인플루엔자 범유행 | 안내자   |                                  | 캠페인                                                   |
| 2016      | KBS 1TV         | KBS 스페셜                 | 내레이션 | 2016년 7월 14일                  | 《 버려지는 아이들 베이비박스》                          |
| 2019      | KBS 1TV         | KBS 스페셜                 | 내레이션 | 2019년 1월 31일                  | 《금강송 숲의 동맹》                                     |
| 2020~2024 | KBS 1TV         | KBS 뉴스 2                 | 앵커     | 2020년 6월 29일~2024년 1월 19일  | [ 6 ]                                                    |
| 2023      | KBS 1TV         | KBS 뉴스특보               | 특별앵커 | 4월 4일                          | 오후 2시~2시 30분 방송분                                 |
| 2023      | KBS 1TV         | KBS 뉴스특보               | 특별앵커 | 7월 14일                         | 오후 1시 50분 이후 방송분                                |
| 2023      | KBS 1TV         | KBS 뉴스특보               | 특별앵커 | 7월 17일~7월 20일                | 오후 2시 이후 방송분                                     |
| 2023      | KBS 1TV         | KBS 뉴스특보               | 특별앵커 | 7월 25일                         | 오후 2시 이후 방송분                                     |
| 2023      | KBS 1TV         | KBS 뉴스특보               | 특별앵커 | 8월 1일~8월 9일                  | 오후 2시 이후 방송분                                     |

### 라디오
- 1990년 KBS 2FM 《이규원의 가요산책》DJ
- 2003년 ~ 2006년 KBS 1FM 《이규원의 가정음악》
- KBS 1FM 《새아침의 클래식》
- KBS 제1라디오《라디오 정보센터 이규원입니다》
- KBS 제1라디오 라디오 중심 이규원입니다 (2013년 4월 8일 ~ 2014년 12월 31일)
- KBS 제1라디오 라디오 전국일주 (2015년 1월 1일 ~ 2020년 7월 3일)
- KBS 제1라디오 KBS 제1라디오 정오종합뉴스
- KBS 제1라디오 KBS 제1라디오 정시 뉴스
- KBS 제2라디오 KBS 제2라디오 정시 뉴스